# 4693 Drummond
4693 Drummond eller 1983 WH är en asteroid i huvudbältet som upptäcktes den 28 november 1983 av den amerikanske astronomen Edward L.G. Bowell vid Anderson Mesa Station. Den är uppkallad efter Jack D. Drummond.
Asteroiden har en diameter på ungefär 4 kilometer.